# Opus Arena

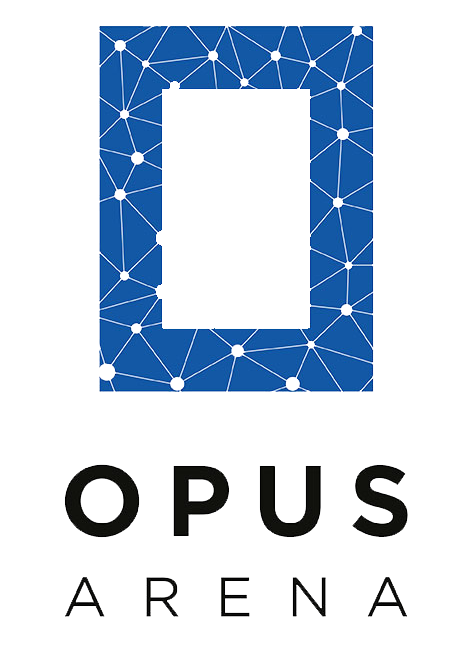
Logo

De Opus Arena is een multifunctioneel stadion in de Kroatische stad Osijek. Het wordt vooral gebruikt voor voetbalwedstrijden en is de thuisbasis van voetbalclub NK Osijek. Het stadion, dat werd geopend in 2023, biedt plaats aan 13.005 toeschouwers. Een andere naam van het stadion is Pampasstadion, verwijzend naar de wijk Pampas in Osijek waarin het stadion staat. De Opus Arena vervangt het verouderde Stadion Gradski vrt.

## Geschiedenis
In 2016 verkregen de Hongaar Lőrinc Mészáros en de Kroaat Ivan Meštrović een meerderheid van aandelen binnen NK Osijek om de club te behoeden voor degradatie en de faciliteiten te verbeteren. Aanvankelijk werd bekeken of het huidige stadion Gradski vrt kon worden gemoderniseerd, maar in juni 2017 besloot de club een kavel elders te kopen om een nieuw stadion op te bouwen. In april 2018 werden de bouwplannen gepresenteerd en kort daarna begon de bouwvoorbereiding. Hiervoor moest het maaiveld anderhalve meter verhoogd worden en duizend pilaren in de grond worden geheid voor een solide structuur van het te bouwen stadion. In september 2019 werd met de daadwerkelijke bouw begonnen. Door onder andere de coronapandemie werd de opening van het stadion meermaals uitgesteld en het budget ruim overschreden. De eigenaren draaiden op voor de kosten van in totaal 65 miljoen euro, de Kroatische voetbalbond droeg een miljoen euro bij. De Hongaarse eigenaar Mészáros kreeg op zijn beurt steun van de Hongaarse overheid, als onderdeel van Hongarijes overheidsbeleid om historische gebieden met een Hongaarse minderheid financieel te ondersteunen. De hoofdsponsor van het stadion, Opus Global, is een Hongaarse holding. De opening van het stadion vond plaats op 22 juli 2023 met een competitiewedstrijd tussen Osijek en NK Slaven Belupo. 

## Kenmerken
Het stadion is een rechthoekig stadion met 13.005 zitplekken. De stoelen zijn in de clubkleuren blauw en wit. Het is het eerste volledig overdekte stadion in Kroatië. Het stadion telt 454 vipplekken aan de westzijde en negen skyboxen op de hoofdtribune. Er is plaats voor 90 journalisten en 244 mindervaliden. In twee hoeken van het stadion zijn led-schermen geplaatst. Het speelveld is hybride (zowel natuur- als kunstgras) en kan worden verwarmd. Rondom het stadion liggen zeven trainingsvelden en 890 parkeerplekken.
Het stadion voldoet aan UEFA-criteria en kan hierdoor internationale wedstrijden organiseren. Daar de UEFA sponsornamen niet toestaat, staat het stadion in Europese competities  bekend als Stadion NK Osijek. Het Kroatisch elftal maakte in oktober 2023 voor het eerst haar opwachting in het stadion.

## Interlandoverzicht
| 1 | 12 oktober 2023  | Kroatië – Turkije | 0 – 1 | EK 2024 kwalificatie            | 12.812 |
| 2 | 8 september 2024 | Kroatië – Polen   | 1 – 0 | UEFA Nations League 2024/25 (A) | 12.612 |

Stadion Aldo Drosina (NK Istra 1961) ·
Gradski Stadion (NK Slaven Belupo) ·
Stadion Rujevica (HNK Rijeka) ·
Stadion Kranjčevićeva (NK Lokomotiva Zagreb) ·
Maksimirstadion (GNK Dinamo Zagreb) ·
Opus Arena (NK Osijek) ·
Stadion Kranjčevićeva (NK Rudeš) ·
Poljudstadion (HNK Hajduk Split) ·
Gradski Stadion (HNK Gorica) ·
Varteksstadion (NK Varaždin)
Stadion BSK (BSK Bijelo Brdo) · 
Cibaliastadion (Cibalia Vinkovci) ·
Stadion Marijan Šuto Mrma (NK Croatia Zmijavci) ·
Stadion NŠC Stjepan Spajić (NK Dubrava) ·
Stadion Hrvatski vitezovi (NK Dugopolje) ·
Ivan Laljak-Ivićstadion (NK Jarun) ·
Stadion Krimeja (HNK Orijent) ·
Stadion sv. Josipa Radnika (NK Sesvete) ·
Stadion Hrvatski vitezovi (NK Solin) ·
Stadion Šubićevac (HNK Šibenik) ·
Stadion u Borovu naselju (HNK Vukovar 1991) ·
Stadion Gradski vrt (NK Zrinski Osječko 1664)